# 古小烏町
古小烏町（）は、福岡県福岡市中央区の地名。現行の行政地名は　古小烏町（住居表示実施済）。面積は1.24ヘクタール。2023年3月末現在の人口は196人。郵便番号は810-0026。

## 地理
福岡市の都心とされる中央区天神の南南西約1.7キロメートル、同区のやや南寄りに位置する。北東で薬院伊福町（）と、東南東で御所ケ谷（）と、南西で桜坂（）と、北西で城南線を挟み警固（）と隣接している。城南線の沿道は共同住宅や商店が建ち並び、他は隣の御所ケ谷と同様に閑静な住宅地である。また、葬祭場もある。

### 都市計画
都市計画に関しては、「福岡市都市計画マスタープラン」において定められた方針については次のとおりである。幹線道路である城南線の沿道は、商業、業務、サービス施設や中高層住宅などが連続した「都市軸」や「沿道軸」に位置付けられている。土地利用については、戸建住宅などの低層住宅が大部分を占めるが、一部中高層住宅などが立地する「低中層住宅ゾーン」に位置付けられ、東南東側の御所ケ谷などと同様に、低層住宅と中層住宅の調和などがまちづくりの視点とされている。用途地域については次のとおりである。北西側の城南線の道路境界線から概ね　30メートルの範囲の地域が近隣商業地域に、これ以外の地域は第一種住居地域に指定されている。

## 語源
地名は、江戸時代に当地に小烏宮（1608年：慶長13年に警固宮と合祀され、現在の警固神社となる。）の仮殿が建てられてから「古小烏町」と通称されていたことによる。

## 歴史

### 町域の変遷
もとは福岡市下警固、薬院の各一部で、1934年（昭和9年）に薬院の一部を編入し、1967年（昭和42年）に一部が薬院一丁目、薬院二丁目、警固一丁目から三丁目まで、桜坂一丁目及び桜坂二丁目となり、1971年（昭和46年）に一部が桜坂一丁目から三丁目までとなった。

## 人口
古小烏町について、それぞれ人口の推移を福岡市の住民基本台帳（公称町別）に基づき示す（単位：人）。集計時点は各年9月末現在である。
- 2001年（平成13年）：163
- 2002年（平成14年）：168
- 2003年（平成15年）：153
- 2004年（平成16年）：155
- 2005年（平成17年）：147
- 2006年（平成18年）：179
- 2007年（平成19年）：180
- 2008年（平成20年）：185
- 2009年（平成21年）：177
- 2010年（平成22年）：177
- 2011年（平成23年）：183
- 2012年（平成24年）：192
- 2013年（平成25年）：176
- 2014年（平成26年）：184
- 2015年（平成27年）：184
- 2016年（平成28年）：178
- 2017年（平成29年）：172
- 2018年（平成30年）：175
- 2019年（令和元年）：200
- 2020年（令和2年）：201
- 2021年（令和3年）：195
- 2022年（令和4年）：194

## 交通

### 道路
主な幹線道路は次の通り。

#### 都市高速道路
都市高速道路としては、町外ではあるが、北方に福岡高速環状線が通っており、最寄りの出入口は次の通り。
- 天神北出入口（料金所・ランプ ・インターチェンジ、道程で約3キロメートル）
- 呉服町出入口（料金所・ランプ、道程で約4キロメートル）
- 西公園出入口（料金所・ランプ、道程で約5キロメートル）

#### 市道
市道としては次の通り。括弧内は福岡市道路愛称等。
- 博多駅草ヶ江線（城南線）
- 薬院平尾線

### 鉄道
鉄道については、町域の北西側に走る城南線の地下に福岡市交通局が運営する福岡市地下鉄七隈線が通っており、鉄道駅は町外であるが、最寄りの駅は次の通り近くにあり利便性が高い。
- 薬院大通駅（距離は道程で約0.6キロメートル）
- 桜坂駅（距離は道程で約0.6キロメートル）

### バス
バスについては、西日本鉄道株式会社が運営する西鉄バスが西側に走る城南線沿いに運行しており、次の停留所がある。
- 南薬院
- 雙葉学園入口

## 施設

### 教育施設
町内に公立の小・中学校は存在しないが、校区については次のとおり。
- 小学校：福岡市立平尾小学校[注釈 1]
- 中学校：福岡市立平尾中学校[注釈 2]

### その他の施設
- ユウベル積善社福岡斎場[注釈 3]

施設の写真
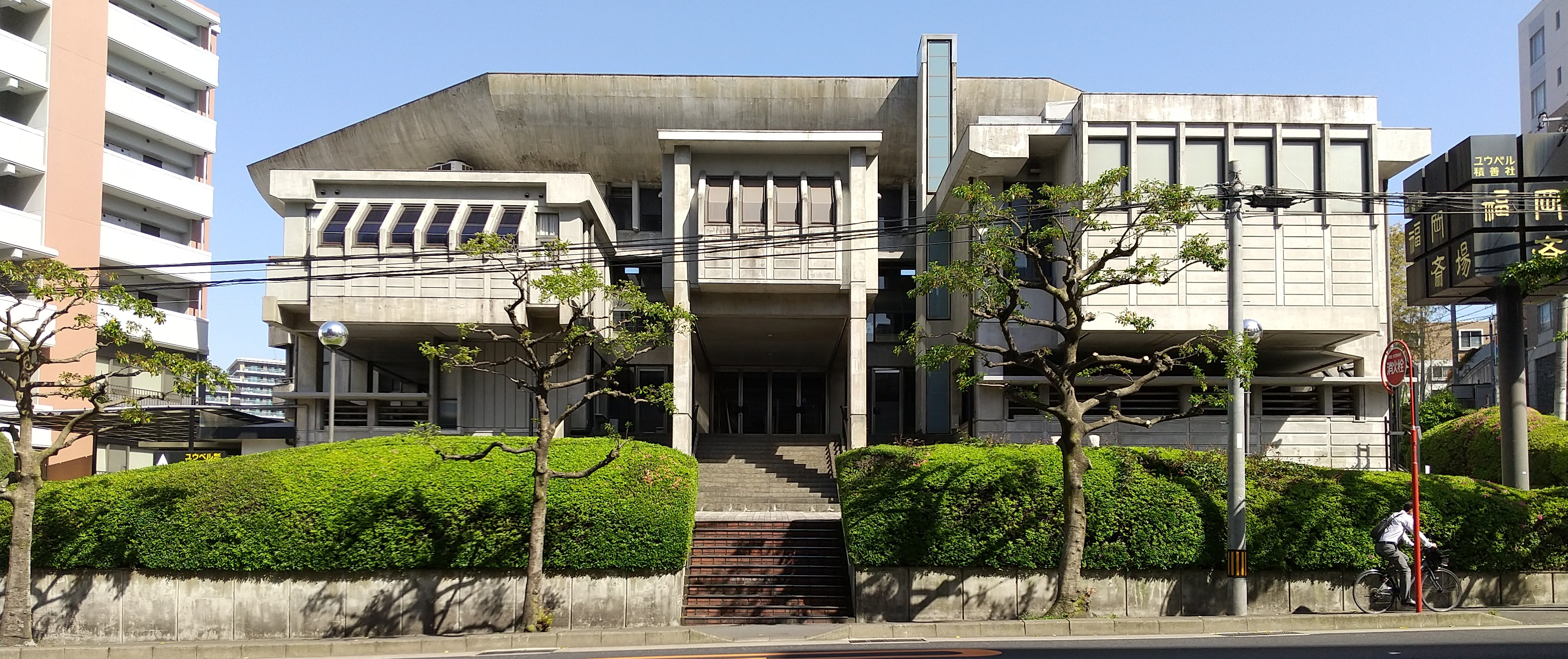
福岡斎場